# Dina Rinaldi
Dina Rinaldi (Milano, 11 gennaio 1921 – Roma, 21 novembre 1997) è stata una giornalista italiana.

## Biografia
Iscritta, giovanissima, al Partito comunista, partecipò attivamente alla Resistenza e, all'indomani della Liberazione, insieme al marito Pietro Antonio Zveteremich (che aveva sposato nel 1943), si trasferì a Roma dove iniziò a collaborare al giornale dell'Unione Donne Italiane (UDI), Noi Donne, di cui divenne direttrice nel 1946. La sua direzione dette un notevole impulso al giornale che, da poco più di un bollettino quindicinale dell'UDI, si trasformò in un settimanale, raggiungendo nel 1949 la tiratura, inimmaginabile fino a due anni prima, di 150 000 copie.
Dal 1950 al 1962 - vale a dire dall'inizio alla fine delle pubblicazioni - diresse il giornalino per ragazzi Pioniere (settimanale dell'API, Associazione Pionieri d'Italia); più precisamente, fino al 1953 insieme a Gianni Rodari che ne era direttore responsabile, poi, dal gennaio 1954, quando Rodari venne incaricato di dirigere il nuovo settimanale della FGCI, Avanguardia, come direttrice responsabile. Con la fine della pubblicazione del Pioniere come giornale autonomo, passerà, sempre all'interno del PCI, ad altri settori e la sua attività nel campo della stampa periodica e della letteratura per ragazzi sarà quasi dimenticata.
Nel corso degli anni sessanta Rinaldi fu capo servizio de l'Unità e direttrice della pagina dedicata al turismo e alle vacanze, svolgendo poi attività politica nel settore delle cooperative turistiche.